# Hemidactylus inintellectus
Hemidactylus inintellectus là một loài thằn lằn trong họ Gekkonidae. Loài này được Sindaco, Ziliani, Razzetti, Pupin, Grieco mô tả khoa học đầu tiên năm 2009.